# بالاو بلوغرانا
قاعة بالاو بلوغرانا (باللغة الكاتالونية: Palau Blaugrana) وتعني قصر البلوغرانا، أو القصر الكحلي والأحمر، صالة رياضية متعددة الاستعمالات تقع في مدينة برشلونة في إسبانيا وتعود ملكيتها إلى نادي برشلونة تم تدشين القاعة في 23 أكتوبر 1971  ، تمارس في الصالة الرياضية العاب كرة السلة وكرة اليد وهوكي الجليد وبعض الألعاب الرياضية الأخرى، استضافة القاعة العديد من الفعاليات الرياضية في صيف عام 1992 أثناء اولمبياد برشلونة 92، تتسع قاعة بالاو بلوغرانا إلى 7585 متفرج، كان هناك خطة لتوسعة القاعة لتستوعب 12000 متفرج العام 2013 , لكن لم يتم تنفيذها حتى الآن.

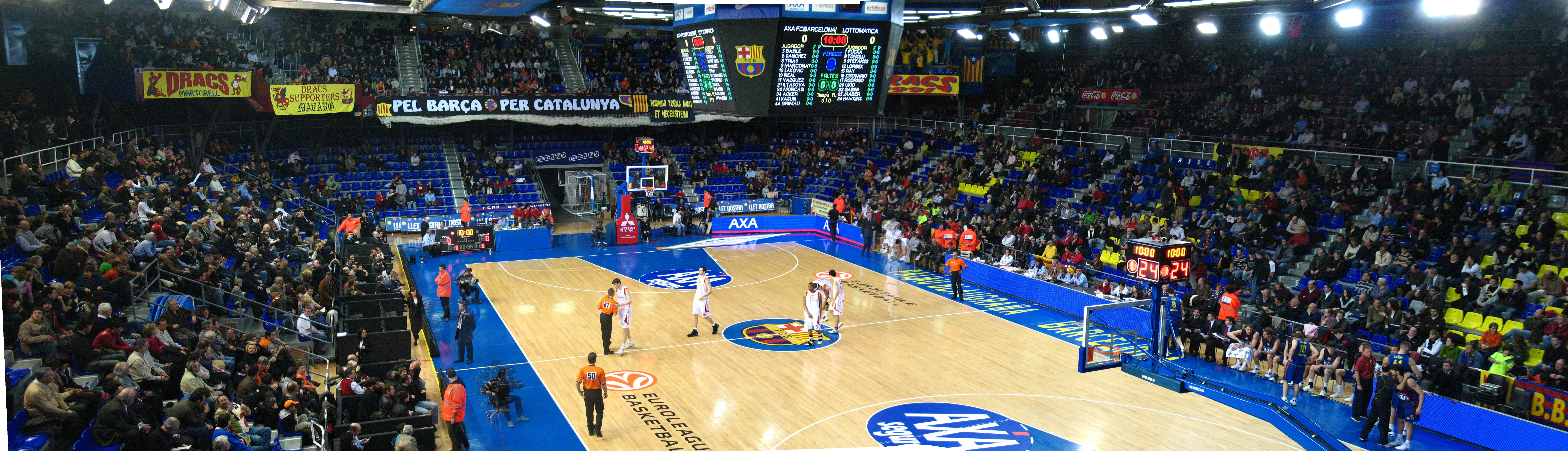
منظر عام لقاعة بالاو بلوغرانا في احدى منافسات كرة السلة